# Зооморфизм

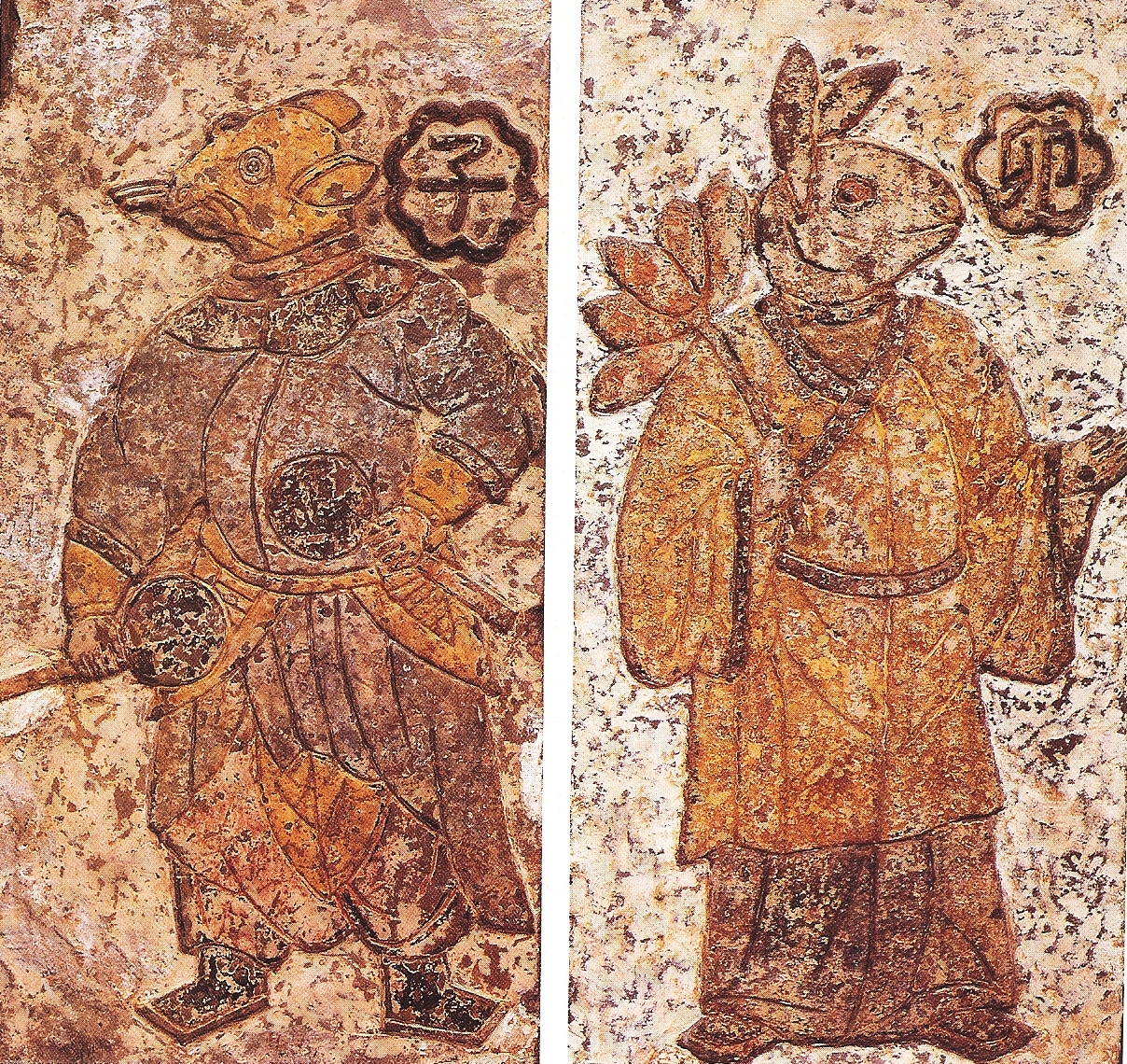
Стражи полуночи (слева) и рассвета (справа). Роспись на керамической плитке, династия Хань.

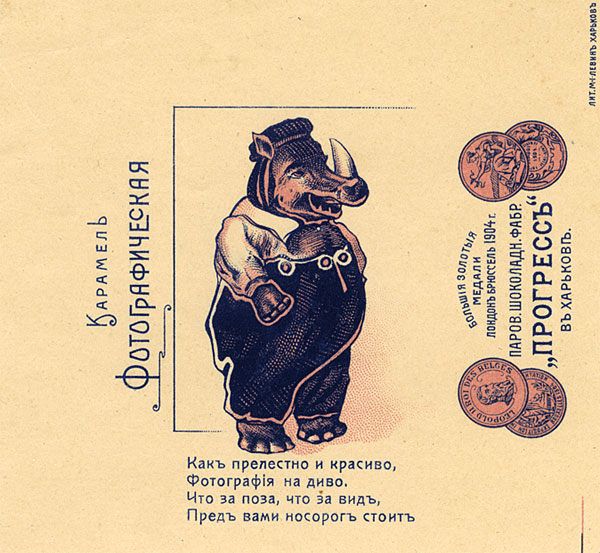
Зооморфный персонаж на обёртке от карамели

Зооморфи́зм — наделение людей качествами животных. Очень часто используется для обозначения представления богов в образах животных, а священных животных — как воплощение сущности богов. Является существенным элементом многих древних политеистических религий (например, древнеегипетской) и некоторых современных религий (например, индуизма).
Зооморфизм присутствовал в культуре древних скифов, сарматов, меотов, обнаруживается в подавляющем большинстве последовавших археологических культур, причём у всех зооморфизм представлен в виде «звериного стиля» — тончайшего ювелирного и металлургического искусства.
В англоязычной психологической литературе зооморфизм рассматривается значительно реже, чем антропоморфизм. На 2008 год в научной базе Американской психологической ассоциации PsycINFO насчитывалось 186 публикаций, связанных с антропоморфизмом, тогда как связанных с зооморфизмом — только четыре. К. Гербаси предполагает, что это может объясняться антропоцентризмом и, следовательно, акцентом на антропоморфизме, или отсутствием у научного сообщества осведомлённости о субкультуре фурри, использующей зооморфизм.